# دوک فرانک‌ها

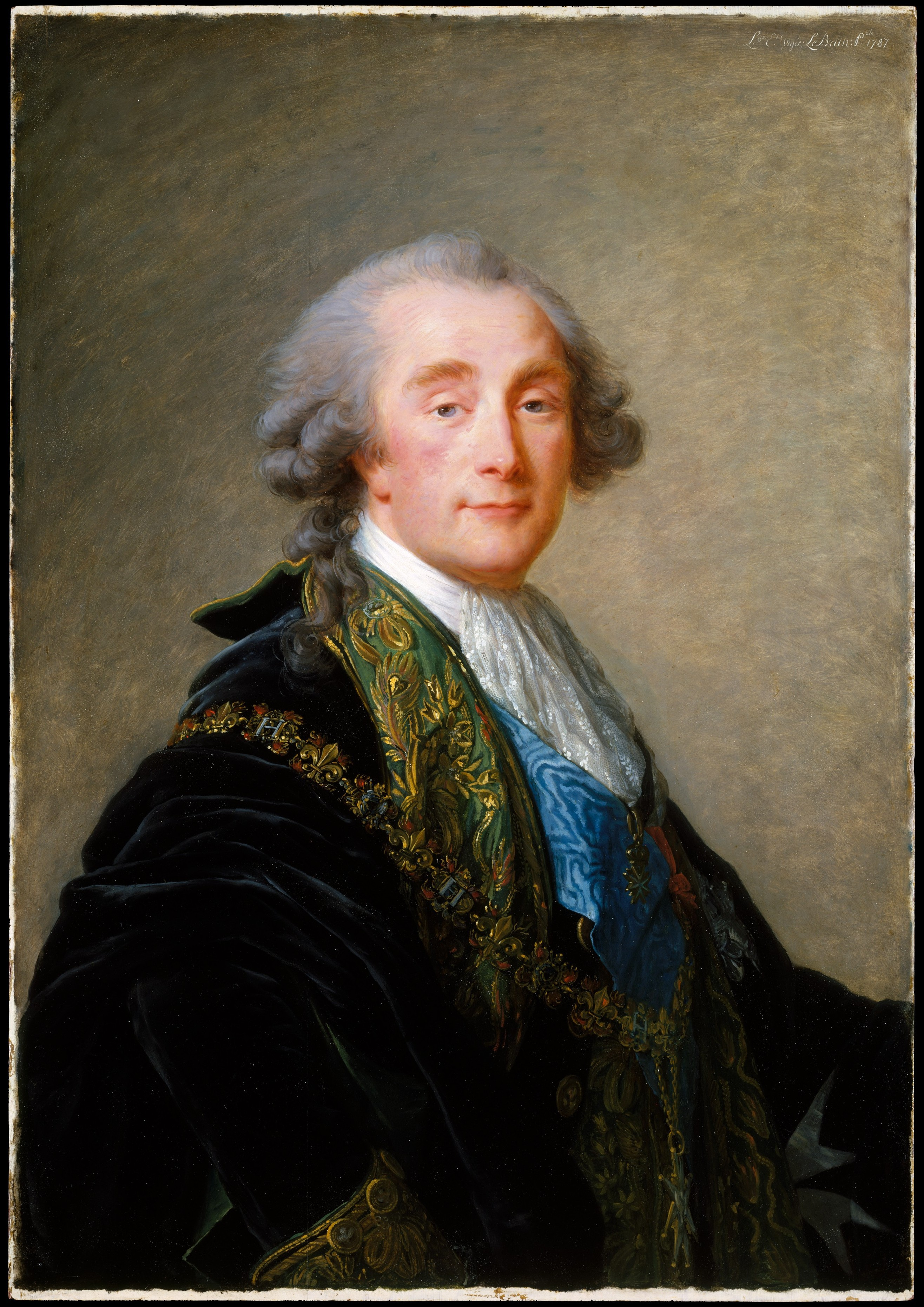
عکس یک دوک فرانک

عنوان دوک [و شاهزاده‌ی] فرانک‌ها (dux [et princeps] Francorum) برای سه مقام استفاده شده‌است، همیشه با «دوک» که دلالت بر فرماندهی نظامی و «شاهزاده» که دلالت بر چیزی نزدیک به حقوق فرمانروایی یا سلطنتی نزدیک شود است. اصطلاح «فرانک‌ها» ممکن است به گروه قومیتی یا ساکنان امپراتوری فرانک اشاره بکند.